# Platymantis nexipus
Platymantis nexipus är en groddjursart som beskrevs av Richard G. Zweifel 1975. Platymantis nexipus ingår i släktet Platymantis och familjen Ceratobatrachidae. IUCN kategoriserar arten globalt som otillräckligt studerad. Inga underarter finns listade i Catalogue of Life.